# Córdoba Club de Fútbol
El Córdoba Club de Fútbol és un club de futbol espanyol, de la ciutat de Còrdova, a Andalusia, que actualment juga a la segona divisió. Va ser fundat el 1954, i des de llavors ha disputat vuit temporades a la primera divisió, on ocupa la 38a posició de la classificació històrica de la competició.

## Història
Els primers clubs de la ciutat eren el Sporting Fútbol Club i la Sociedad Deportiva Electromecánicas. Amb l'inici de la lliga espanyola, ambdós clubs s'uniren per formar el Racing Fútbol Club (1928-1940, amb uniforme blanc).
L'any 1940, en prohibir-se els noms no espanyols, el club canvià la seva denominació per la de Real Club Deportivo Córdoba (1940-1954, adoptant el títol de Reial el 1944, i canviant els seus colors pel blanc i el verd). A causa d'una fallida econòmica el club desaparegué el 1954.
El 24 d'octubre de 1952 es creà el Club Deportivo San Álvaro (1952-1954). L'any 1954, els dirigents del San Álvaro i del desaparegut RCD Córdoba decidiren la creació d'un nou club anomenat Córdoba Club de Fútbol. Aquest debutà per primer cop a primera divisió la temporada 1962-63. La seva millor posició fou un cinquè lloc el 1964-65. L'any 2000 es convertí en Societat Anònima Esportiva.

## Dades del club
- Temporades a Primera divisió: 8
- Temporades a Segona divisió: 23
- Temporades a Segona divisió B: 20
- Temporades a Tercera divisió: 3
- Millor posició a la lliga: 5é a Primera Divisió (Temporada 1964/65)

## Palmarès
- Sense títols

## Jugadors

### Plantilla 2025-26
A 15 agost 2025
| N. | Pos. | Nac. | Jugador                                   |
| -- | ---- | --- | ----------------------------------------- |
| 1  | POR  | [[Fitxer:Flag of Andorra.svg\|23x15px\|border \|alt=Andorra\|link=Selecció de futbol d'Andorra\|{{#if:\|]]                      | Iker Álvarez                              |
| 2  | DEF  | [[Fitxer:Flag of Catalonia.svg\|23x15px\|border \|alt=Catalunya\|link=Selecció de futbol de Catalunya\|{{#if:\|]]               | Ignasi Vilarrasa                          |
| 3  | DEF  | [[Fitxer:Flag of Spain.svg\|23x15px\|border \|alt=Espanya\|link=Selecció de futbol d'Espanya\|{{#if:\|]]                        | Juan María Alcedo                         |
| 4  | DEF  | [[Fitxer:Flag of Spain.svg\|23x15px\|border \|alt=Espanya\|link=Selecció de futbol d'Espanya\|{{#if:\|]]                        | Álex Martín                               |
| 5  | DAV  | [[Fitxer:Flag of Spain.svg\|23x15px\|border \|alt=Espanya\|link=Selecció de futbol d'Espanya\|{{#if:\|]]                        | Diego Bri (cedit per l'Atlètic de Madrid) |
| 6  | MIG  | [[Fitxer:Flag of Catalonia.svg\|23x15px\|border \|alt=Catalunya\|link=Selecció de futbol de Catalunya\|{{#if:\|]]               | Álex Sala                                 |
| 7  | MIG  | [[Fitxer:Flag of France (1794–1815, 1830–1974).svg\|23x15px\|border \|alt=França\|link=Selecció de futbol de França\|{{#if:\|]] | Théo Zidane                               |
| 8  | MIG  | [[Fitxer:Flag of Spain.svg\|23x15px\|border \|alt=Espanya\|link=Selecció de futbol d'Espanya\|{{#if:\|]]                        | Isma Ruiz                                 |
| 9  | DAV  | [[Fitxer:Flag of Russia.svg\|23x15px\|border \|alt=Rússia\|link=Selecció de futbol de Rússia\|{{#if:\|]]                        | Nikolay Obolskiy                          |
| 10 | MIG  | [[Fitxer:Flag of Spain.svg\|23x15px\|border \|alt=Espanya\|link=Selecció de futbol d'Espanya\|{{#if:\|]]                        | Jacobo González                           |
| 11 | DAV  | [[Fitxer:Flag of Spain.svg\|23x15px\|border \|alt=Espanya\|link=Selecció de futbol d'Espanya\|{{#if:\|]]                        | Kevin Medina                              |
| 12 | DEF  | [[Fitxer:Flag of Cameroon.svg\|23x15px\|border \|alt=Camerun\|link=Selecció de futbol del Camerun\|{{#if:\|]]                   | Franck Fomeyem                            |
| 13 | POR  | [[Fitxer:Flag of Spain.svg\|23x15px\|border \|alt=Espanya\|link=Selecció de futbol d'Espanya\|{{#if:\|]]                        | Carlos Marín (capità)                     |

| N. | Pos. | Nac. | Jugador                                    |
| -- | ---- | --- | ------------------------------------------ |
| 14 | DAV  | [[Fitxer:Flag of the Balearic Islands.svg\|23x15px\|border \|alt=Illes Balears\|link=Selecció de futbol de les Illes Balears\|{{#if:\|]] | Sergi Guardiola                            |
| 15 | DEF  | [[Fitxer:Flag of the Balearic Islands.svg\|23x15px\|border \|alt=Illes Balears\|link=Selecció de futbol de les Illes Balears\|{{#if:\|]] | Xavi Sintes                                |
| 16 | DEF  | [[Fitxer:Flag of Brazil.svg\|23x15px\|border \|alt=Brasil\|link=Selecció de futbol del Brasil\|{{#if:\|]]                                | Rubén Alves                                |
| 17 | DAV  | [[Fitxer:Flag of Portugal (official).svg\|23x15px\|border \|alt=Portugal\|link=Selecció de futbol de Portugal\|{{#if:\|]]                | Adilson                                    |
| 18 | DAV  | [[Fitxer:Flag of Spain.svg\|23x15px\|border \|alt=Espanya\|link=Selecció de futbol d'Espanya\|{{#if:\|]]                                 | Adrián Fuentes                             |
| 19 | DAV  | [[Fitxer:Flag of Brazil.svg\|23x15px\|border \|alt=Brasil\|link=Selecció de futbol del Brasil\|{{#if:\|]]                                | Dalisson d'Almeida                         |
| 20 | MIG  | [[Fitxer:Flag of Spain.svg\|23x15px\|border \|alt=Espanya\|link=Selecció de futbol d'Espanya\|{{#if:\|]]                                 | Alberto del Moral (cedit pel Reial Oviedo) |
| 21 | DEF  | [[Fitxer:Flag of Spain.svg\|23x15px\|border \|alt=Espanya\|link=Selecció de futbol d'Espanya\|{{#if:\|]]                                 | Carlos Albarrán                            |
| 22 | DEF  | [[Fitxer:Flag of Spain.svg\|23x15px\|border \|alt=Espanya\|link=Selecció de futbol d'Espanya\|{{#if:\|]]                                 | Carlos Isaac                               |
| 23 | DAV  | [[Fitxer:Flag of Catalonia.svg\|23x15px\|border \|alt=Catalunya\|link=Selecció de futbol de Catalunya\|{{#if:\|]]                        | Cristian Carracedo                         |
| 24 | MIG  | [[Fitxer:Flag of Spain.svg\|23x15px\|border \|alt=Espanya\|link=Selecció de futbol d'Espanya\|{{#if:\|]]                                 | Pedro Ortiz                                |
| 30 | MIG  | [[Fitxer:Flag of Spain.svg\|23x15px\|border \|alt=Espanya\|link=Selecció de futbol d'Espanya\|{{#if:\|]]                                 | Dani Requena (cedit pel Vila-real CF)      |

### Equip filial
| N. | Pos. | Nac. | Jugador           |
| -- | ---- | --- | ----------------- |
| 31 | DEF  | [[Fitxer:Flag of Spain.svg\|23x15px\|border \|alt=Espanya\|link=Selecció de futbol d'Espanya\|{{#if:\|]] | Miguelón          |
| 35 | POR  | [[Fitxer:Flag of Spain.svg\|23x15px\|border \|alt=Espanya\|link=Selecció de futbol d'Espanya\|{{#if:\|]] | Alejandro Arévalo |

| N. | Pos. | Nac. | Jugador       |
| -- | ---- | --- | ------------- |
| 40 | DEF  | [[Fitxer:Flag of Spain.svg\|23x15px\|border \|alt=Espanya\|link=Selecció de futbol d'Espanya\|{{#if:\|]] | Cristian Osca |
| —  | DEF  | [[Fitxer:Flag of Spain.svg\|23x15px\|border \|alt=Espanya\|link=Selecció de futbol d'Espanya\|{{#if:\|]] | Josema Ortiz  |

### Cedits a altres equips
| N. | Pos. | Nac. | Jugador                                                            |
| -- | ---- | --- | ------------------------------------------------------------------ |
| —  | POR  | [[Fitxer:Flag of Spain.svg\|23x15px\|border \|alt=Espanya\|link=Selecció de futbol d'Espanya\|{{#if:\|]] | Ramon Vila (al CE Eldenc fins al 30 de juny de 2026)               |
| —  | DEF  | [[Fitxer:Flag of Spain.svg\|23x15px\|border \|alt=Espanya\|link=Selecció de futbol d'Espanya\|{{#if:\|]] | Matías Barboza (a l'Atlético Madrileño fins al 30 de juny de 2026) |
| —  | MIG  | [[Fitxer:Flag of Spain.svg\|23x15px\|border \|alt=Espanya\|link=Selecció de futbol d'Espanya\|{{#if:\|]] | Ntji Tounkara (a l'Sanluqueño fins al 30 de juny de 2026)          |

| N. | Pos. | Nac. | Jugador                                                      |
| -- | ---- | --- | ------------------------------------------------------------ |
| —  | DAV  | [[Fitxer:Flag of Spain.svg\|23x15px\|border \|alt=Espanya\|link=Selecció de futbol d'Espanya\|{{#if:\|]] | George Andrews (al CE Europa fins al 30 de juny de 2026)     |
| —  | DAV  | [[Fitxer:Flag of Spain.svg\|23x15px\|border \|alt=Espanya\|link=Selecció de futbol d'Espanya\|{{#if:\|]] | Mariano Carmona (a l'AD Alcorcón fins al 30 de juny de 2026) |

### Números retirats
8  Juanín (mort) (1960–70)

### Staff tècnic
| Posició               | Personal                      |
| --------------------- | ----------------------------- |
| Entrenador            | Iván Ania                     |
| Segon entrenador      | César Negredo                 |
| Entrenador de porters | Sebas Moyano Fabián Fernández |
| Preparador físic      | Pablo Gutiérrez Eu Gavilán    |

Darrera actualització: 20 novembre 2024
Font: 

## Jugadors històrics destacats
Categoria principal: Futbolistes del Córdoba CF
- Vicente del Bosque
- Florin Andone
- José Antonio Reyes
- Daniel Onega
- Juanin
- Miguel Reina
- Paco Jémez
- Rafael Berges
- Toni Muñoz
- Javi Moreno
- Roque Olsen
- Oleg Salenko
- Fernando Cáceres
- Miguel de las Cuevas
- Federico Piovaccari
- Javi Flores
- Rene Krhin
- Fidel Escobar
- Nicolás Olivera
- Ariel Montenegro
- Alejandro Alfaro
- Paweł Kieszek
- Lauren
- Cristian Osvaldo Álvarez
- Juan Luna Eslava
- Jaime Romero
- Robert Fernández
- Jesús García Sanjuán
- Silvio González
- Charles Dias de Oliveira
- Bebé
- Fede Vico
- Xisco Jiménez
- Alessandro Pierini
- Rafa Navarro
- Borja García
- Javier Patiño